# Талмуд-тора (Запоріжжя)
Будинок ремісничої школи "Талмуд Тора" – пам’ятка архітектури і містобудування місцевого значення; внесений до Державного реєстру нерухомих пам’яток України (охоронний номер 5039-Зп від 19.05.2025).
Розташований за адресою: м. Запоріжжя, вул. Гоголя, 65.

## Історія
Історія будинку ремісничої школи "Талмуд Тора" бере витоки від громадського училища "Талмуд Тора", яке було збудовано в Олександрівську у 1904 році для безкоштовного навчання єврейських дітей з незаможних родин.
У 1914 році за проханням опікунської ради єврейського громадського училища "Талмуд Тора", погодженим із міською управою, на території Єврейського товариства, де знаходилось училище, була побудована реміснича школа, в якій діти також отримали можливість навчатись ремеслам.
Після німецько-радянської війни у приміщенні будинку працював дитячий садок.
На даний час в будівлі розташована податкова інспекція Олександрівського району м. Запоріжжя.

## Архітектура та планування
Реміснича школа була збудована у стилі "модерн" за проектом інженера Григорія Кацина, має одно та двоповерхову (в кутовому об'ємі) цегляну будівлю з підвалами. Підвали добудовані за допоміжним проектом для зберігання виготовленою учнями продукції.
При плануванні фасадів споруди був зроблений акцент на кутовий ризаліт із двома вузькими вікнами  та аттиковою коронкою.
В декоративному плані фасади оздоблені горизонтальними смугами-жолобками, пілястрами та контрфорсами; облицьовані силікатною цеглою.
Головний вхід до будинку влаштований з подвір’я, збудований з ґанком та широкими сходами. 
З первісних елементів збереглася лише сходова клітка.